# Алиме Абденанова
Алиме Абденанова (рус. Алиме́ Абдена́нова; кт. Alime Abdenanova; Керч, 4. јануар 1924 — Симферопољ, 5. април 1944), учесница Великог отаџбинског рата и херој Руске Федерације.

## Биографија
Алиме Абденанова је рођена 4. јануара 1924. године у предграђу Керча у породици кримско-татарској породици у тадашњој Кримској Аутономној Совјетској Социјалистичкој Републици. Њен отац био је радник у металуршкој фабрици, а мајка је била домаћица. Поред Алиме, која је била најстарија, имали су још две ћерке. Године 1930. и 1931. умрли су им родитељи, па су бригу о деци преузели баба и деда. Нако тога живели су у једном селу у Лењинском рејону на Криму.
Након завршетка основне и средње школе, радила је као секретарица у једном селу Лењинског рејона, а касније је радила у Извршном одбору Лењинског рејона. Од 1940. године је била члан Свесавезног лењинског комунистичког савеза омладине. Када је јуна 1941. године избио Велики отаџбински рат, Алиме се неколико пута пријављивала као добровољац за фронт, али је била одбијана јер је била запослена у Извршном одбору. Услед напретка немачких окупационих трупа, новембра 1941. године особље Изврпног одбора Лењинског рејона је били евакуисано у Керч, а потом Темрјук. Након тога Алиме је похађала тромесечни курс за медицинску сестру, а потом је била упућена у Црвену армију и распоређена као болничарка у болници у Краснодару.
Након пада Керча и Севастопоља у мају и јулу 1942. године, Крим је био потпуно окупиран од стране Вермахта. После пораза немачких снага у бици код Курска и ослобађању Новоросијск и Тамана, септембра 1943. године, совјетска војка је одлучила да пошаље искусне извиђаче у позадину непријатељских снага. Како би се успешно завршио рад ове специјалне мисије, одлучено је да се у овој групи пошаље и особа која ће деловати међу Кримским Татарима. Овај задатак је био понуђен Алими и она је прихватила да сарађује са обавештајном службом. Након тога је завршила Обавештајну школу у Краснодару, где је савладала основе обавештајног рада.
Почетком октобра 1943. године, била је с групом обавештајаца спуштена падобраном на окупирану територију Лењинског рејона. Приликом скока Алима је повредила ногу, па је уз помоћ радиооператер дође до куће своје баке, где јој је пружена помоћ. Након тога, у циљу за прикупљање информација о локацији непријатељских трупа и опреме, Алиме је организовала илегалну групу од 14 мештана села. Подељени у групе, они су вршили надзор железничке пруге и аутопута, пратили кретање непријатељских снага, прикупљали податаке о систему утврђења, као и о локацији непријатељских јединица и штабова у близини околних села. Све информације које је скупљала, преко радио-везе је слала Штабу Северно-Кавкаског фронта. За четири месеца, од октобра 1943. до фебруара 1944. године, послала је више од 80 радио-порука. Због успешног обавештајног рада, у веома тешким условима, од стране шефа Одељења за обавештајне послове Штаба Северно-Кавкаског фронта била је децембра 1943. године предложена за одликовање. Овај предлог је био усвојен и она је 5. јануара 1944. године била одликована Орденом црвене заставе.
Током јануара и фебруара 1944. године Алиме је у Штаб послала 42 радио-порука, али је у фебруару њен радио-телеграф потрошио батерију, па је нову успела да набави преко једне партизанске групе. Након предаје батерије, партизан који јој је испоручио батерије је био ухапшен. Алиме је ово јавила Штабу и од њих је тада добила наређење да промени место борвака и пређе у друго село. У исто време Абвер је почео да ради на сузбијању непријатељског обавештајног рада на њиховој територији. Уз помоћ уређаја „гониометра” они су успели да лоцирају кућу у којој се налазила радио станица. У току ноћи 25/26. фебруара 1944. године немачка полиција је упала у кућу и ухапсила Алиме и њене сараднике.
Иако су у полицији били тучени и малтретирани, нико иследницима није рекао ништа о свом обавештајном раду и њиховим сарадницима. Алима је била посебно мучена и премлаћивана, чупани су јој нокти и коса, сломљена рука и нога, поливана је хладном водом и њено лице је било скроз изобличено од батина. Упркос томе, сви покушаји иследника да од Алиме, сазнају било шта о њеним сарадницима били су неуспешни. Група герилаца је 27. марта упала у затвор с циљем да ослободи групу зтвореника, међу којима и Алиму, али је она непосредно пре тога била пребачена у Симферопољ. Тамо је до почетка априла била затворена у самици. Свега неколико дана пре ослобођења овог града од стране Црвене армије, Алиме је била стрељана 5. априла 1944. године на периферији града.
За исказани хероизам постхумно је 1. септембра 2014. године указом председника Руске Федерације Владимира Путина проглашена је за хероја Руске Федерације.